# Herissantia crispa
Herissantia crispa là một loài thực vật có hoa trong họ Cẩm quỳ. Loài này được (L.) Brizicky mô tả khoa học đầu tiên năm 1968.